# Callcosma barasana
Espèce
Callcosma barasana est une espèce d'opilions laniatores de la famille des Nomoclastidae.

## Distribution
Cette espèce est endémique du département de Vaupés en Colombie. Elle se rencontre vers Taraira.

## Description
Le mâle holotype mesure 3,1 mm et la femelle paratype 3,2 mm.

## Systématique et taxinomie
Cette espèce a été décrite par Pinto-da-Rocha et Bragagnolo en 2017.

## Étymologie
Cette espèce est nommée en l'honneur des Barasana.

## Publication originale
- Pinto-da-Rocha & Bragagnolo, 2017 : « Cladistic analysis of the family Nomoclastidae with descriptions of a new genus and eight new species (Opiliones, Laniatores). » Invertebrate systematics, vol. 31, no 1, p. 91-123.